# Bečice (powiat Czeskie Budziejowice)
Bečice – wieś i gmina w Czechach, w powiecie Czeskie Budziejowice, w kraju południowoczeskim. Według danych z dnia 1 stycznia 2016 liczyła 96 mieszkańców a średni wiek mieszkańców wynosił 43,1 lat.